# Амагер
Амагер (дан. Amager) — острів в протоці Ересунн Балтійського моря, що належить Данії. Адміністративно розташовується в Столичному регіоні. На острові частково розташоване місто Копенгаген.

## Історія
Острів Амагер заселений з давніх часів, завдяки родючості ґрунту і близькості до Копенгагену. 1521 року Кристіан II запросив 80 сімей голландських фермерів оселитись на острові та вирощувати овочі для забезпечення Копенгагену. Наприкінці XIX століття мешканці столиці почали забудовувати ділянки острову, і вже 1902 року ці ділянки офіційно були включені до складу міста.
В 1940-ві роки, за рахунок осушення моря, площа острова збільшилась приблизно в півтора рази. Нова частина отримала назву Кальвебод-Феллед (дан. Kalvebod Fælled). Спочатку там розташовувалась військова база з полігоном, а зараз ця частина острову активно забудовується районом Ерестад.

## Транспорт
Ересуннський міст з'єднує Данію зі Швецію на острові Амагер. Будівництво моста та автомагістралі значно вплинуло на фізичну географію острова, в основному за рахунок будівництва нових автомобільних доріг.
Копенгагенський метрополітен з'єднує Амагер з іншими частинами Копенгагена. Дві лінії М1 та М2 з'єднують станцію Венлесе зі станціями Вестамагер і Луфтгавнен (аеропорт Каструп).

## Галерея

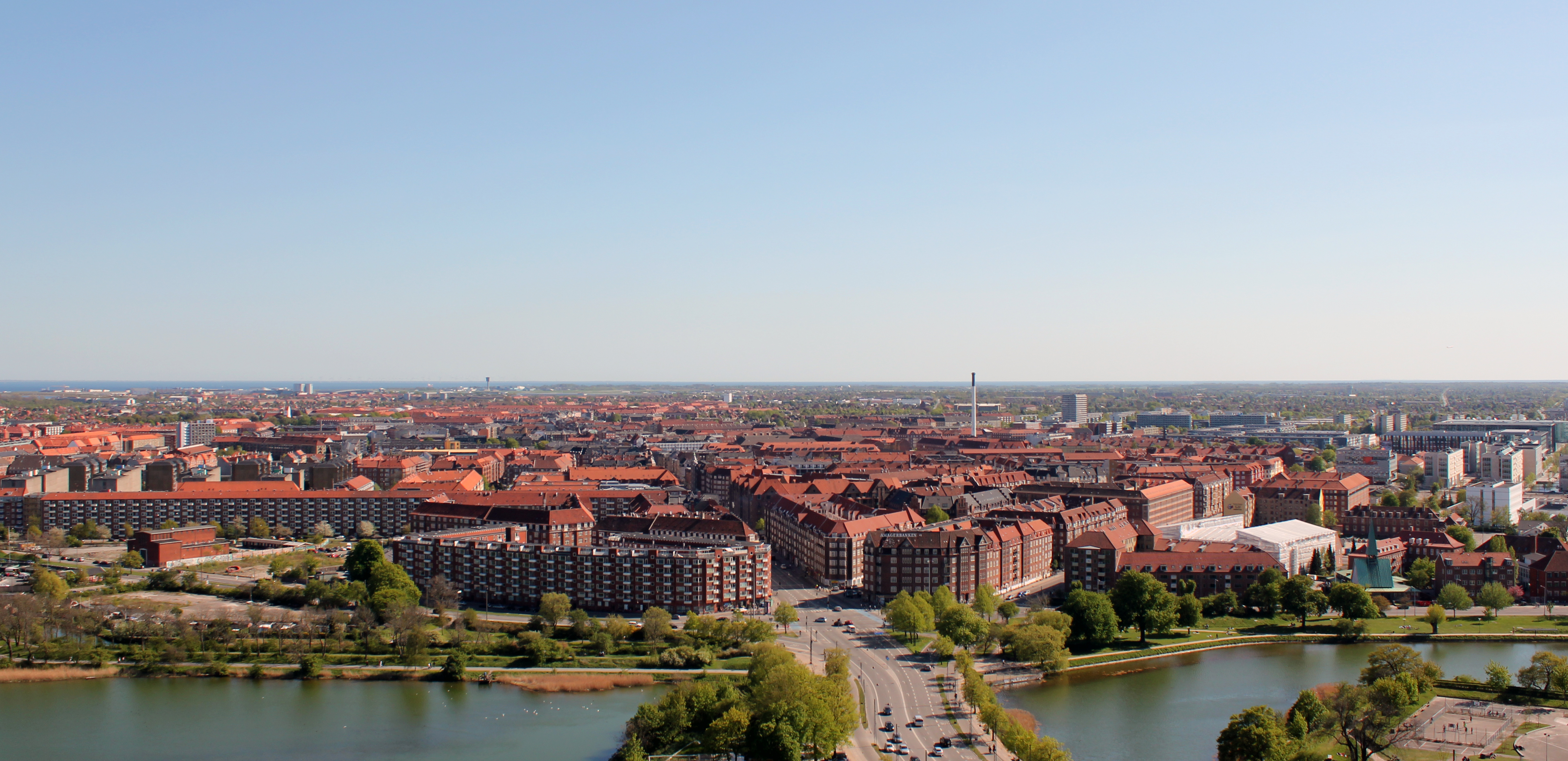
Північна частина Амагеру
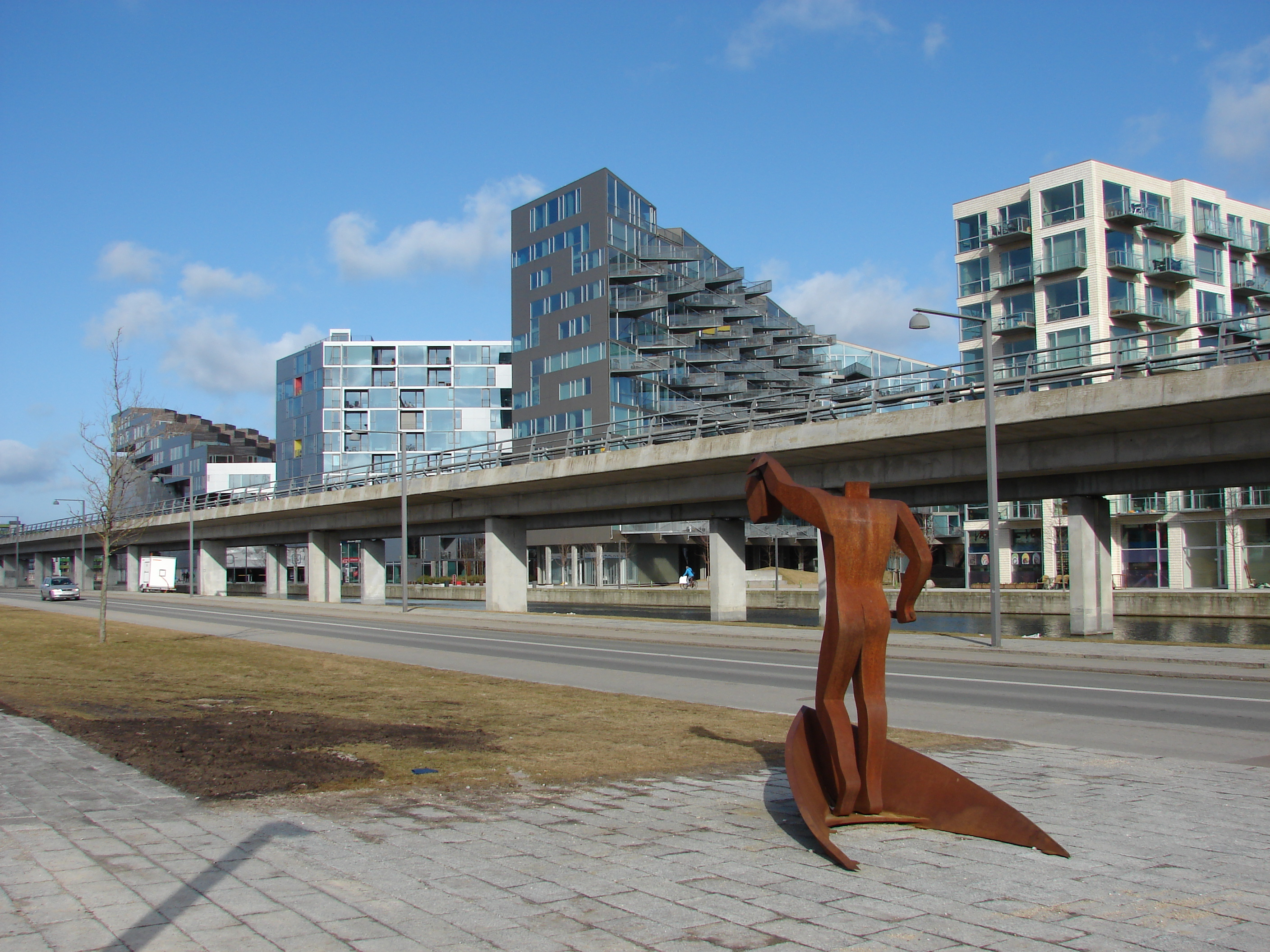
Ерестад
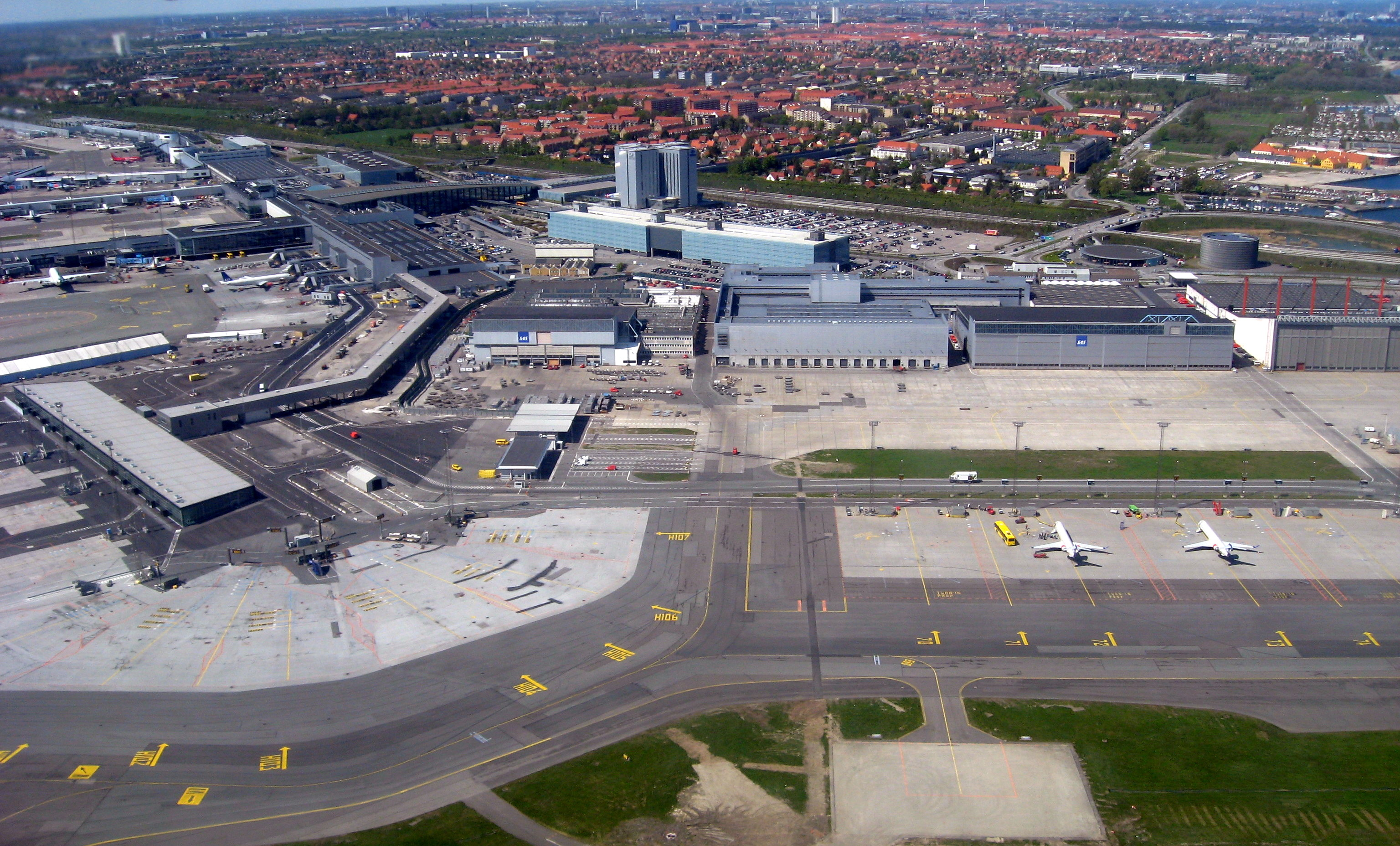
Каструп